# Nann Peter Mungard
Nann Peter Mungard (30. juni 1849 i Kejtum på Sild – 30. juli 1935 i Møgeltønder) var en nordfrisisk bonde og sprogforsker. Han var far til digteren Jens Emil Mungard.
Nann Peter Mungard var først sømand og avancerede til kaptajn, før han slog sig ned som landmand i Kejtum på Sild, hvor han blev foregangsmand i opdyrkningen af heden.
Som ung og på sine rejser havde han lært flere sprog, blandt andet japansk, men han følte sig nært forbundet til sit frisiske modersmål. Fra 1903 til 1913 organiserede han fem såkaldte friserfester, stævner mellem friserne fra Sild, Før og Amrum om deres særlige kulturelle interesser, som han anså for at være truet.
I 1909 udgav han en ordbog over det Sild-frisiske sprog, För Sölring Spraak en Wiis. Han blev æresmedlem af det vestfrisiske sprog- og litteraturselskab, som opfordrede ham til at udarbejde en nordfrisisk ordbog. Den første del blev færdig i 1913, men både den og en skolebog på Sild-frisisk blev ikke udgivet.
Ved folkeafstemningen i 1920 gik Nann Peter Mungard ind for genforening med Danmark, da han mente at den frisiske kultur var bedre beskyttet i en lille stat end i det store Tyskland. Nann Peter Mungard blev lagt for had og udskældt som landsforræder. Ved det traditionelle biikebål blev der afbrændt en halmfigur med hans navn. Da hans gård i 1921 brændte ned, forlod han øen og flyttede til Møgeltønder i Danmark.
Hans første bind af en nordfrisisk ordbog udkom først i 1974.

## Gravskrift
Nann Peter Mungard er begravet på familiegravstedet i Kejtum, hvor hans eget vers står:
Wat dêst, dit dö me Lif en Siil;

Üt Sliirighair tjüü Di niin Wiil!

Fuar Hualevhair docht ek en bet, 

Ja, dit jeft rochtlik bluat Fortröt! 

Harki Got!

Dö rocht!

Wik nemen!
Hvad du gør, gør det med liv og sjæl;

Ud af ligegyldighed giv dig ingen hvile!

For halvhed dur ikke det mindste,

Ja, det giver virkelig kun fortræd.

Lyd Gud,

Gør ret,

Vig for ingen.

## Eksterne kilder og henvisninger
- Mungard, Nann Peter(sen), Nordfriesland-Datenbank Arkiveret 25. november 2018 hos  Wayback Machine
- Nann Mungard: Wat dêst, dit dö me Lif en Siil, Argiope
- Familie Mungard, syltfrei.de (Webside ikke længere tilgængelig)